# Ewald Beyer
Ewald Beyer (* 7. März 1808 in Freiberg; † 26. Dezember 1883 in Dresden) war ein deutscher evangelischer Pfarrer und Theologe.

## Leben und Wirken
Beyer war der Sohn von Johann Gottlob Beyer und Johanna Wilhelmine Beyer aus Freiberg. Sein Geburtshaus stand in der Schönen Gasse. Nach Schulbesuch und erhaltener Ausbildung wurde er 1832 Seminarlehrer, 1833 Vizedirektor und 1835 Direktor des Königlichen Schullehrerseminars in seiner Heimatstadt. Ab 1839 war Beyer zugleich Diakonus zu St. Jacobi und wurde 1843 evangelisch-lutherischer Pfarrer in Plauen. 1846 wurde er Pastor primarius und Superintendent in Plauen.
1875 legte er seine kirchlichen Ämter in Plauen nieder, erhielt den Titel Kirchenrat und zog nach Dresden, wo er seinen Lebensabend verbrachte. Beyer starb, nachdem er nach dem Weihnachtsgottesdienst auf den Stufen der Dresdner Frauenkirche gestürzt war.

## Ehrungen
- Ritter des Königlich-Sächsischen Verdienstordens

## Schriften (Auswahl)
- Die Bibel in Luthers Uebersetzung für die Schule nach Joh. 16, 12 u. 1. Cor. 3, 2. bearb. Nebst kl. Katechismus. (Stereotyp.) Leipzig, 1837.
- Gustav Adolph’s letzter Heereszug besungen. Plauen, 1844.
- Beiträge zur häuslichen Erbauung. Predigten. Leipzig, 1855.
- Juni-Pfingstpredigten. Leipzig, 1845.
- Ueber Dispensationen in Ehesachen. Plauen, 1847.
- Grundzüge der Methodik des katechetischen Religionsunterrichts. Leipzig, 1848.
- Biblische Wandbilder für Schule und Haus. 1. Sammlung. 40 Bilder zum Alten Testament. Plauen, 1848.
- Offene Beurtheilung des von Fricke, Kell, Köchly u. A. für die II. Lehrerversammlung entworfenen Programms. Plauen, 1848.
- Jubelfestpredigt zum Augsburger Religionsfrieden. Plauen, 1855.
- Die Ablösung der geistlichen Gefälle in Sachsen. Plauen, 1855.
- Brandpredigt vom Jahre 1861. Plauen, 1861.
- Gustav Adolph’s letzter Heereszug, in 16 Gesängen. Plauen, 1863. (Ausgabe von 1894: urn:nbn:de:bsz:14-db-id19096477992)
- Predigt zum Gedächtniß der Leipziger Schlacht. Plauen, 1863.
- Erndtepredigt über Klagelieder 3, 32. Plauen, 1866.
- Beiträge zur häuslichen Erbauung. 2. Jahrg. evangel. Predigten. Plauen, 1869.